# Antoni Kiliński

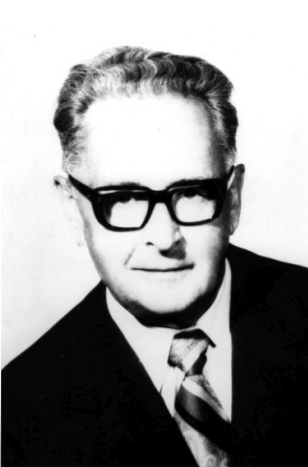
Antoni Kiliński

Antoni Kiliński (* 20. Oktober 1909 in Anton im heutigen Litauen; † 6. Mai 1989) war ein polnischer Computerpionier.
Kiliński studierte Elektrotechnik an der Warschauer Technischen Universität mit dem Abschluss 1935. Danach lehrte er an der Warschauer Technischen Universität und arbeitete gleichzeitig im Patentamt und 1937 bis 1939 im Nationalen Institut für Telekommunikation. Beim Warschauer Aufstand war er Nachrichtenoffizier der Untergrundarmee. 1948 arbeitete er im Zentralinstitut der Polnischen Armee und an der Technischen Militärakademie, wo er die Abteilung theoretische Elektrotechnik leitete und außerdem Vorlesungen an der Universität Breslau hielt und ab 1951 an der TU Warschau (Fakultät für Kommunikationswissenschaft). 1953 verließ er die Armee und ging ganz an die Technische Universität Warschau, an der er 1955 außerordentlicher Professor wurde, 1959 Assistenzprofessor und 1965 Professor. 1951 bis 1954 war er stellvertretender Dekan und 1956 bis 1960 Dekan der Fakultät für Kommunikationswissenschaft. 1963 wurde er Leiter der neu gegründeten Abteilung für Computer, die 1970 ein eigenes Institut wurde, dessen Direktor er bis zu seiner Emeritierung 1978 war. 1969/70 war er Rektor der Hochschule.

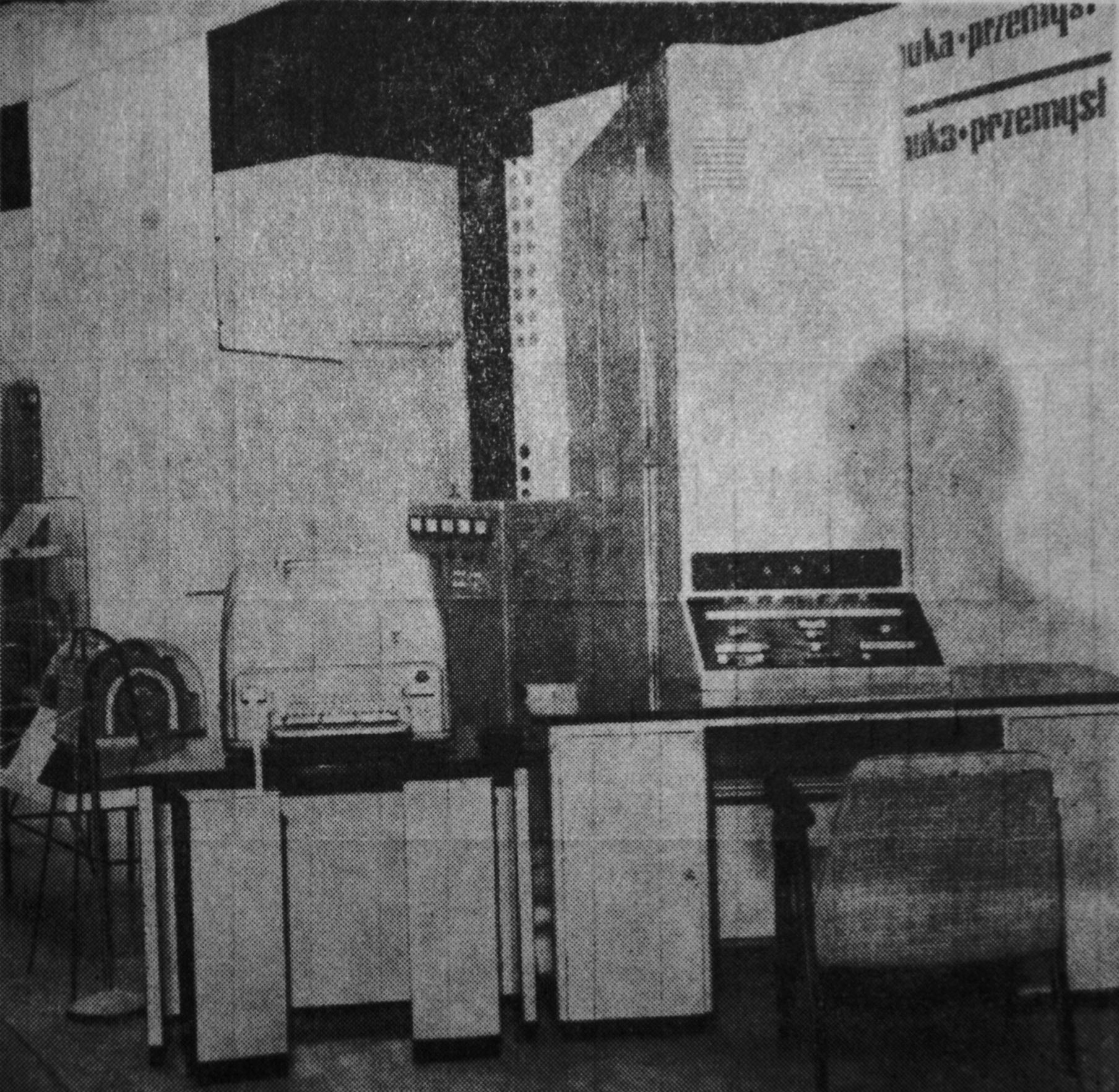
UMC-1

Ende der 1950er Jahre baute er einen der ersten elektronischen Computer in Polen, den Röhrencomputer UMC 1 (Uniwersalna Maszyna Cyfrowa, polnisch für Universelle Digitale Maschine). Er wurde von der Firma Elwro ab 1962 produziert (nach der Röhrenversion gab es auch später eine transistorisierte Version UMC-10). Die Firma Elwro bestand bis 1989 und fertigte auch die Odra Computer (ab 1959/60 in Breslau) und ELWAT Computer und später Nachbauten des ZX Spectrum.
1996 erhielt er den Computer Pioneer Award. Er schrieb mehrere Bücher.